# سد ارتان
سد ارتان (به لاتین: Ertan Dam) یک سد قوسی و نیروگاه برقابی در چین است که در سیچوآن واقع شده‌است.